# Omega Sagittarii
Omega Sagittarii (Terebellum, ω Sgr) – gwiazda w gwiazdozbiorze Strzelca, odległa o około 85 lat świetlnych od Słońca.

## Nazwa
Gwiazda ta ma nazwę własną Terebellum, wywodzącą się z łaciny. Omega wraz z pobliskimi gwiazdami 60, 62 i 59 Sagittarii tworzy asteryzm, który Ptolemeusz określił nazwą stgr. Τετράπλευρον Tetrapleuron, „czworobok”. Johann Bayer przełożył tę nazwę na łacinę w znanej dziś formie Terebellum. Dla Chińczyków te same gwiazdy tworzyły „terytorium psów”, chiń. 狗國; pinyin Gǒuguó. Nazwa ta może odnosić się do chińskiej legendy lub oznaczać po prostu wybieg. Międzynarodowa Unia Astronomiczna w 2017 roku formalnie zatwierdziła użycie nazwy Terebellum dla określenia wyłącznie gwiazdy Omega Sagittarii.

## Charakterystyka
Omega Sagittarii to żółta gwiazda sklasyfikowana jako podolbrzym, należąca do typu widmowego G5. Charakteryzuje się szybkim ruchem własnym.